# Oxymantis punctillata
Oxymantis punctillata es una especie de mantis de la familia Iridopterygidae. Es la única especie del género Oxymantis.

## Distribución geográfica
Se encuentra en la India.